# Shusha
Shusha (tiếng Azerbaijan:Şuşa) là một thành phố thuộc Azerbaijan. Dân số thời điểm năm 2012 là 24 340 người.